# Lilith Fair

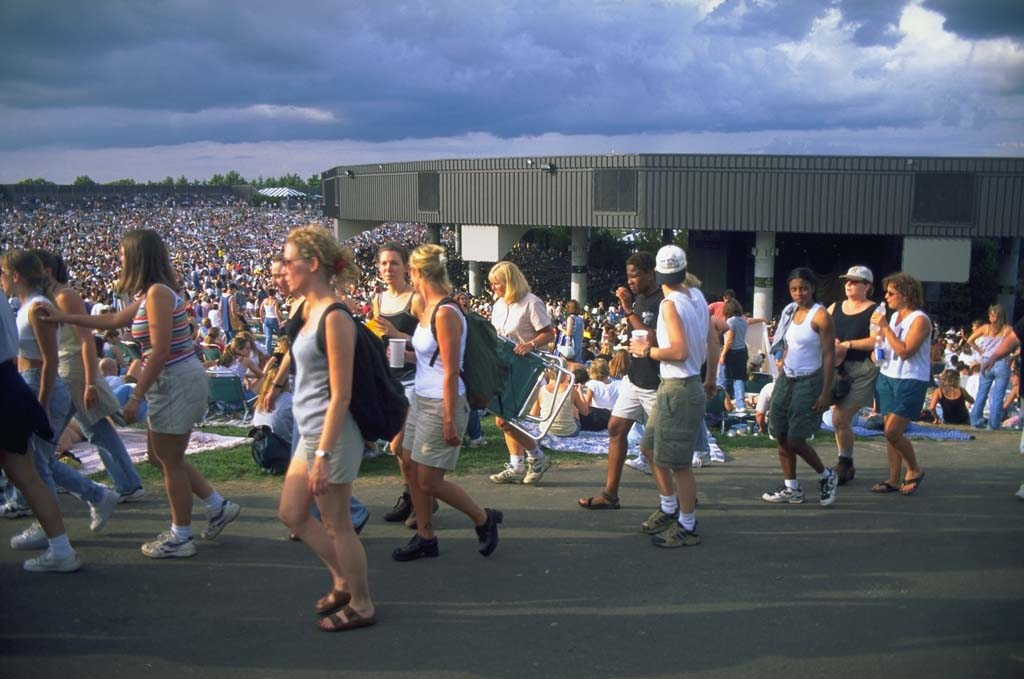
La scène principale, le 22 septembre 1998, à Great Woods, en banlieue de Boston.

Lilith Fair est un festival de musique féminin créé par Sarah McLachlan en 1996.
L'originalité de ce festival consiste en la mise en scène d'artistes uniquement féminines qui se produisent en alternance de Seattle à Vancouver en passant par Boston et d'autres villes.
On y retrouve ainsi de grandes interprètes comme Dido, Tracy Chapman, Suzanne Vega, Joan Osborne, Sheryl Crow, Jewel, parmi beaucoup d'autres telles les Indigo Girls, Fiona Apple, les Cardigans, Cassandra Wilson, Victoria Williams, Paula Cole, Sinead O'Connor, Bic Runga, Holly Cole, Tara Mclean... 
L'auteure-compositrice-interprète canadienne Sarah Mc Lachlan est à l'origine de cette formule.
En 1996, elle s'est en effet aperçue que dans l'industrie musicale des règles différentes s'appliquaient aux femmes par rapport à leurs homologues masculins. Par exemple, les programmateurs refusaient de passer deux interprètes féminines à la suite sur les chaînes de radio, sous prétexte que ce n'était pas commercial, mais cela ne leur posait pas de problème pour les interprètes masculins. Il en allait de même en ce qui concernait le choix des artistes en première partie de concerts. 
Ces constatations l'incitèrent à lancer ce festival féminin, baptisé Lilith Fair, en référence au folklore extra biblique juif où Lilith, première épouse d'Adam, refusa de se soumettre à lui et fut rejetée.
Ce festival se propose de célébrer la femme dans le domaine musical sans pour autant être « anti-hommes », sans « faire une distinction sexuelle entre les musiques », mais au contraire en montrant « une féminité sereine, synonyme de compassion et de tendre profondeur ». Il se situe donc très loin du « girl power » (pouvoir féminin) revendiqué à la même époque par le « girl band » des Spice Girls. 
On peut observer que cet objectif est atteint et qu'il s'agit d'un véritable succès. De plus, on remarque que pour toutes les artistes participantes, ce fut également un énorme coup de publicité qui les hissa au sommet des hit-parades et qui incita les industriels de la musique à modifier leurs habitudes.